# Liste von DEFA-Dokumentarfilmen
Diese Liste enthält Dokumentarfilme der DEFA zwischen 1945 und 1993 in Auswahl.

## 1940er Jahre
| Jahr | Titel                      | Regisseur          | Bemerkungen |
| ---- | -------------------------- | ------------------ | ----------- |
| 1945 | Todeslager Sachsenhausen   | Karl Schnog        |             |
| 1946 | Berlin im Aufbau           | Kurt Maetzig       |             |
| 1946 | Einheit SPD – KPD          | Kurt Maetzig       |             |
| 1946 | Der Totenwald von Zeithain | Richard Groschopp  |             |
| 1946 | Potsdam baut auf           | Joop Huisken       |             |
| 1946 | Dresden                    | Richard Groschopp  |             |
| 1947 | Die Stimme der Welt        | Viktor Fijalkowski |             |
| 1948 | Botschafter des Friedens   | Richard Groschopp  |             |
| 1948 | Stahl                      | Joop Huisken       |             |
| 1949 | Der 13. Oktober            | Andrew Thorndike   |             |

## 1950er Jahre
| Jahr   | Titel                                         | Regisseur                         | Bemerkungen                                                                            |
| ------ | --------------------------------------------- | --------------------------------- | -------------------------------------------------------------------------------------- |
| 1950   | Von Hamburg bis Stralsund                     | Andrew Thorndike                  |                                                                                        |
| 1950   | Der Weg nach oben                             | Andrew Thorndike                  |                                                                                        |
| 1952   | Wilhelm Pieck – Das Leben unseres Präsidenten | Andrew Thorndike                  |                                                                                        |
| 1952   | Blaue Wimpel im Sommerwind                    | Herbert Ballmann                  |                                                                                        |
| 1953   | Turbine I                                     | Karl Gass                         |                                                                                        |
| 1953   | Nach 900 Tagen                                | Joop Huisken                      |                                                                                        |
| (1953) | Baumeister des Sozialismus – Walter Ulbricht  | Ella Ensink, Theo Grandy          | Propagandafilm, der wegen des Volksaufstandes nicht gezeigt wurde, Erstaufführung 1997 |
| 1953   | Jagd um Sekunden                              | Walter Marten, Hans-Joachim Funk  |                                                                                        |
| 1954   | Die Sieben vom Rhein                          | Andrew Thorndike                  |                                                                                        |
| 1954   | Lied der Ströme                               | Joris Ivens                       |                                                                                        |
| 1954   | Geschichte einer Straße                       | Bruno Kleberg, Walter Marten      | über Stalinallee                                                                       |
| 1954   | Die Wartburg                                  | Günter Mühlpforte                 |                                                                                        |
| 1955   | Lebendes Eisen                                | Berthold Beißert                  |                                                                                        |
| 1956   | Du und mancher Kamerad                        | Annelie und Andrew Thorndike      |                                                                                        |
| 1956   | Maiparade 1956                                | Günter Klein                      |                                                                                        |
| 1956   | KgU – Kampfgruppe der Unmenschlichkeit        | Joachim Hadaschik                 | über Organisation in West-Berlin                                                       |
| 1956   | Wie die Sorben den Maibaum aufstellen         | Hans-Günter Kaden                 |                                                                                        |
| 1957   | Märkische Novelle                             | Max Jaap                          |                                                                                        |
| 1957   | Stahl und Menschen                            | Hugo Hermann                      |                                                                                        |
| 1957   | Eine Nacht wie jede andere                    | Joachim Hadaschik                 |                                                                                        |
| 1957   | Katzgraben                                    | Manfred Wekwerth, Max Jaap        | Theaterinszenierung                                                                    |
| 1957   | Fridolin im Varieté                           | Horst Flick                       |                                                                                        |
| 1957   | Urlaub auf Sylt                               | Annelie und Andrew Thorndike      |                                                                                        |
| 1957   | Ick und die Berliner                          | Bruno Kleberg                     |                                                                                        |
| 1958   | Die Mutter                                    | Manfred Wekwerth und Harry Bremer | Theateraufzeichnung                                                                    |
| 1958   | Tageskurs 1:4                                 | Harry Hornig                      |                                                                                        |
| 1958   | Unternehmen Teutonenschwert                   | Annelie und Andrew Thorndike      |                                                                                        |
| 1958   | Spuren, Wissenschaft und Paragraphen          | Joachim Hadaschik                 | über Kriminaltechnisches Institut                                                      |
| 1959   | Gefährlicher Freund                           | Lothar Devaal                     |                                                                                        |
| 1959   | Mehr als eine Straße                          | Helmut Schneider                  |                                                                                        |

## 1960er Jahre
| Jahr      | Titel                                                         | Regisseur                           | Bemerkungen                                                |
| --------- | ------------------------------------------------------------- | ----------------------------------- | ---------------------------------------------------------- |
| 1960      | Der Altar von Pergamon                                        | Erich Legler                        |                                                            |
| 1960      | Die Fensterputzerserenade                                     | Rolf Schnabel                       |                                                            |
| 1960      | Daß ein gutes Deutschland blühe                               | Joop Huisken                        |                                                            |
| 1961      | Drei von vielen                                               | Jürgen Böttcher                     |                                                            |
| 1961      | Allons enfants … pour l’Algérie                               | Karl Gass                           |                                                            |
| 1961      | Licht für Palermo                                             | Karl Gass                           |                                                            |
| 1961      | Gelöbnis von Sachsenhausen                                    | Rolf Schnabel                       |                                                            |
| 1961      | Aktion J                                                      | Walter Heynowski, Gerhard Scheumann | über den westdeutschen Politiker Hans Globke               |
| 1962      | Nach einem Jahr – Beobachtungen einer 1. Klasse               | Winfried Junge                      | Die Kinder von Golzow                                      |
| 1962      | Ofenbauer                                                     | Jürgen Böttcher                     |                                                            |
| 1962      | Schaut auf diese Stadt                                        | Karl Gass                           |                                                            |
| 1962      | Im Pergamon-Museum                                            | Jürgen Böttcher                     | Für das Ministerium für Auswärtige Angelegenheiten der DDR |
| 1962      | Schlager der Woche                                            | Karl Gass                           |                                                            |
| 1962      | Hydra – Sage und Wirklichkeit                                 | Siegfried Bergmann                  |                                                            |
| 1963      | Brüder und Schwestern                                         | Walter Heynowski                    |                                                            |
| 1963      | Stars                                                         | Jürgen Böttcher                     |                                                            |
| 1963      | Arnold Zweig                                                  | Joop Huisken                        |                                                            |
| 1963      | Das russische Wunder                                          | Andrew Thorndike                    |                                                            |
| 1963      | Was wird aus Westberlin?                                      | Dagobert Loewenberg                 | Für das Ministerium für Auswärtige Angelegenheiten der DDR |
| 1964      | Feierabend                                                    | Karl Gass                           |                                                            |
| 1964      | Deutschland – Endstation Ost                                  | Frans Buyens                        | Für das Ministerium für Auswärtige Angelegenheiten der DDR |
| 1964      | Er filmte auf 5 Kontinenten                                   | Joachim Hadaschik                   |                                                            |
| 1964      | Ferientage                                                    | Winfried Junge                      | Für das Ministerium für Auswärtige Angelegenheiten der DDR |
| 1964      | Charlie & Co                                                  | Jürgen Böttcher                     | Für das Ministerium für Auswärtige Angelegenheiten der DDR |
| 1965      | Asse                                                          | Karl Gass                           |                                                            |
| 1965      | Studentinnen – Eindrücke von einer Hochschule                 | Winfried Junge                      |                                                            |
| 1965      | Barfuß und ohne Hut                                           | Jürgen Böttcher                     |                                                            |
| 1965      | Blüte und Insekt                                              | Siegfried Bergmann                  |                                                            |
| 1966      | Es genügt nicht 18 zu sein                                    | Kurt Tetzlaff                       |                                                            |
| 1966      | Ist Sattsein richtig ernährt?                                 | Ulrich Kluck                        |                                                            |
| 1966      | Pankoff                                                       | Harry Hornig                        |                                                            |
| 1966      | Spielplatz                                                    | Heinz Müller                        |                                                            |
| 1966      | Elf Jahre alt                                                 | Winfried Junge                      | Die Kinder von Golzow                                      |
| 1966      | Der lachende Mann. Bekenntnisse eines Mörders                 | Walter Heynowski, Gerhard Scheumann | über einen westdeutschen Söldner                           |
| 1967      | Geisterstunde.                                                | Walter Heynowski, Gerhard Scheumann | antiwestdeutsche Propaganda                                |
| 1967      | Credo: Martin Luther – Wittenberg 1517                        | Rudolf Müller                       |                                                            |
| 1967      | Der Sekretär                                                  | Jürgen Böttcher                     |                                                            |
| 1967      | Malik                                                         | Giovanni Angella                    |                                                            |
| 1967      | Wir waren in Karl-Marx-Stadt                                  | Jürgen Böttcher                     |                                                            |
| 1967      | Vorwärts die Zeit                                             | Karl Gass                           |                                                            |
| 1967–1971 | DDR – Das sind wir                                            | verschiedene                        | Mehrteiler in acht Folgen                                  |
| 1968      | Forschungsstätte Museum                                       | Trutz Meinl                         |                                                            |
| 1968      | Mit beiden Beinen im Himmel – Begegnung mit einem Flugkapitän | Winfried Junge                      |                                                            |
| 1968      | Ein Vertrauensmann                                            | Jürgen Böttcher                     |                                                            |
| 1968      | Ostern 68                                                     | Harry Hornig                        |                                                            |
| 1968      | Tierparkfilm                                                  | Jürgen Böttcher                     | Für das Ministerium für Auswärtige Angelegenheiten der DDR |
| 1968      | Frauen in Ravensbrück                                         | Renate Drescher / Joop Huisken      |                                                            |
| 1968      | Piloten im Pyjama                                             | Walter Heynowski, Gerhard Scheumann | über gefangene US-Piloten in Vietnam                       |
| 1969      | Humboldt-Ehrungen in der DDR                                  | Siegfried Schönfelder               | Für das Ministerium für Auswärtige Angelegenheiten der DDR |
| 1969      | Draußen in Berlin                                             | Trutz Meinl                         |                                                            |
| 1969      | Arbeiterfamilie                                               | Jürgen Böttcher                     | Für das Ministerium für Auswärtige Angelegenheiten der DDR |

## 1970er Jahre
| Jahr   | Titel                                                   | Regisseur                                  | Bemerkungen                                                                            |
| ------ | ------------------------------------------------------- | ------------------------------------------ | -------------------------------------------------------------------------------------- |
| 1970   | … damit es weitergeht                                   | Richard Cohn-Vossen                        |                                                                                        |
| 1970   | Sie                                                     | Gitta Nickel                               |                                                                                        |
| 1970   | Auf der Oder                                            | Winfried Junge                             |                                                                                        |
| 1970   | Kalender einer Ehe                                      | Wolfgang Bartsch                           | über Eheprobleme, mit einem fiktiven Paar in realen Einrichtungen                      |
| 1970   | Wenn man vierzehn ist                                   | Winfried Junge                             | Beginn der Langzeitdokumentation Die Kinder von Golzow                                 |
| 1970   | Der Oktober kam                                         | Karl Gass                                  |                                                                                        |
| 1971   | Die Prüfung – Chronik einer Schulklasse                 | Winfried Junge                             | Kinder von Golzow                                                                      |
| 1971   | Rosa Luxemburg – Stationen ihres Lebens                 | Renate Drescher                            | Für Ministerium für Auswärtige Angelegenheiten                                         |
| 1971   | Albrecht Dürer 1471 – 1528                              | Gerhard Jentsch                            |                                                                                        |
| 1971   | In Syrien auf Montage                                   | Winfried Junge                             |                                                                                        |
| 1971   | Zeichner – Zeuge – Zeitgenosse                          | Jörg d’Bomba                               |                                                                                        |
| 1971   | Schuldner                                               | Volker Koepp                               | Für den VEB Kommunale Wohnungsverwaltung KWV                                           |
| 1971   | Song International                                      | Jürgen Böttcher                            | Für Ministerium für Auswärtige Angelegenheiten                                         |
| 1972   | Liebe 2002                                              | Joachim Hellwig                            |                                                                                        |
| 1972   | Wenn jeder tanzen würde, wie er wollte, na!             | Winfried Junge                             | Kinder von Golzow                                                                      |
| 1972   | Wäscherinnen                                            | Jürgen Böttcher                            | über Mitarbeiterinnen in einer Wäscherei, ausgezeichnet                                |
| 1972   | Die geflügelte Schlange                                 | Lothar Barke                               |                                                                                        |
| 1972   | Einberufen                                              | Winfried Junge                             | Kinder von Golzow                                                                      |
| 1972   | In Sachen H. und acht anderer                           | Richard Cohn-Vossen                        |                                                                                        |
| 1972   | Toscana Rossa                                           | Uwe Belz                                   |                                                                                        |
| 1972   | Die verbotenen Inseln                                   | Siegfried Bergmann                         |                                                                                        |
| 1972   | Heuwetter                                               | Gitta Nickel                               |                                                                                        |
| 1973   | Gustav J.                                               | Volker Koepp                               |                                                                                        |
| 1973   | Ich bin ein Junger Pionier                              | Winfried Junge                             | Kinder von Golzow                                                                      |
| 1973   | Ewa – Ein Mädchen aus Witunia                           | Harry Hornig, Günter Jordan                |                                                                                        |
| 1973   | Turek erzählt                                           | Richard Cohn-Vossen                        | Für das Fernsehen                                                                      |
| 1973   | Wer die Erde liebt                                      | Joachim Hellwig, Uwe Belz, Jürgen Böttcher |                                                                                        |
| 1973   | Giovanni Boccaccio                                      | Uwe Belz                                   |                                                                                        |
| 1974   | Paul Dessau                                             | Gitta Nickel                               | über Komponisten, 81 Minuten                                                           |
| 1974   | Sagen wird man über unsre Tage                          | Winfried Junge                             | Kinder von Golzow                                                                      |
| 1974   | Ansichtssachen                                          | Armin Georgi                               |                                                                                        |
| 1974   | Nachtarbeiter – Berlin, Herbst 73                       | Richard Cohn-Vossen                        |                                                                                        |
| 1974   | Leute vom Bau                                           | Rolf Schnabel                              |                                                                                        |
| 1974   | Weggefährten – Begegnungen im 25. Jahr der DDR          | Rolf Schnabel u. a.                        |                                                                                        |
| 1974   | Die Welt der Gespenster                                 | Joachim Hellwig                            | Kurzfilm 6 Minuten, über westdeutsche Perry-Rhodan-Heftromane, über 1,4 Mio. Zuschauer |
| 1974   | Die Mamais                                              | Jürgen Böttcher                            |                                                                                        |
| 1974   | Ich war, ich bin, ich werde sein                        | Walter Heynowski, Gerhard Scheumann        | über Militärdiktatur in Chile, mit Interview mit Pinochet                              |
| 1975   | Berlin – Hauptstadt der DDR                             | Rolf Schnabel, Christian Klemke            | im Auftrag des Magistrats von Berlin.                                                  |
| 1975   | El Golpe Blanco (Der Weiße Putsch)                      | Walter Heynowski, Gerhard Scheumann        | über Putsch in Chile                                                                   |
| 1975   | Er könnte ja heute nicht schweigen                      | Volker Koepp                               |                                                                                        |
| 1975   | Nordzuschlag – Sibirische Charaktere                    | Karlheinz Mund                             |                                                                                        |
| 1975   | Dass ihnen der arme Mann Feind wird                     | Wolfgang Bartsch                           |                                                                                        |
| 1975   | Das Haus in der Rheinsteinstraße                        | Simeon Stojanoff                           | Für das Fernsehen                                                                      |
| 1975   | Mädchen in Wittstock                                    | Volker Koepp                               |                                                                                        |
| 1975   | Ich sprach mit einem Mädchen                            | Winfried Junge                             | Kinder von Golzow                                                                      |
| 1975   | … und morgen kommen die Polinnen                        | Gitta Nickel                               |                                                                                        |
| 1975   | Monika                                                  | Richard Cohn-Vossen                        |                                                                                        |
| 1975   | Ohne Arbeit                                             | Peter Voigt                                |                                                                                        |
| 1975   | Die Überraschung                                        | Ernst Cantzler                             | Kurzfilm für Vorschulkinder aus der Reihe Der besondere Tag                            |
| 1976   | Tropfenträume                                           | Ernst Cantzler                             | Kurzfilm aus Der besondere Tag                                                         |
| 1976   | Das weite Feld                                          | Volker Koepp                               |                                                                                        |
| 1976   | Wieder in Wittstock                                     | Volker Koepp                               | Wittstock-Langzeitdokumentation                                                        |
| 1976   | WML – Steiger oder Maler                                | Karlheinz Mund                             |                                                                                        |
| 1976   | Köchin in der Taiga                                     | Karlheinz Mund                             |                                                                                        |
| 1976   | Somalia – Die große Anstrengung                         | Winfried Junge                             |                                                                                        |
| 1976   | Palast der Republik – Haus des Volkes                   | Horst Winter                               | über neueröffneten Palast der Republik in Berlin                                       |
| 1976   | Die verdammten Toscaner                                 | Karl Gass                                  |                                                                                        |
| 1976   | Sonnabend, Sonntag in Berlin, Hauptstadt der DDR        | Rolf Schnabel                              | Für die Berlin-Information                                                             |
| 1976   | Immer wenn der Steiner kam                              | Walter Heynowski, Gerhard Scheumann        | über westdeutschen Söldner in Afrika                                                   |
| 1977   | Die alte neue Welt                                      | Annelie und Andrew Thorndike               | seit 1974 gedreht                                                                      |
| 1977   | Großkochberg – Garten der öffentlichen Landschaft       | Jürgen Böttcher                            |                                                                                        |
| 1977   | Ein Weimarfilm                                          | Jürgen Böttcher                            |                                                                                        |
| 1977   | Im Lohmgrund                                            | Jürgen Böttcher                            | Kamera Thomas Plenert                                                                  |
| 1977   | Copihuito                                               | Günter Jordan                              |                                                                                        |
| 1977   | Rosenthaler Straße 51                                   | Günter Kotte, Heiner Sylvester             |                                                                                        |
| 1977   | Berlin Köpenick. Ein Stadtbezirk der Hauptstadt der DDR | Joachim Tschirner                          | Für die Berlin-Information                                                             |
| 1977   | Termin Spirale Eins                                     | Winfried Junge                             |                                                                                        |
| 1977   | Inti-Illimani                                           | Rainer Ackermann                           | Kamera Thomas Plenert, über die chilenische Musikgruppe                                |
| 1977   | Floh de Cologne                                         | Rainer Ackermann                           | Kamera Thomas Plenert, über westdeutsche Folkband                                      |
| 1978   | Großstadtkinder                                         | Roland Steiner                             | für das Fernsehen                                                                      |
| 1978   | Das Glück in den Schuhen – Fußballnotizen aus Ragösen   | Rainer Ackermann                           | Kamera Thomas Plenert                                                                  |
| 1978   | Wittstock III                                           | Volker Koepp                               | Wittstock-Langzeitdokumentation                                                        |
| (1978) | Heim                                                    | Angelika Andrees                           | Fertigstellung verboten, erst 1990 gezeigt                                             |
| 1978   | Hummelflug                                              | Winfried Junge                             |                                                                                        |
| 1978   | Matrosen in Berlin                                      | Günter Jordan                              |                                                                                        |
| 1978   | Martha                                                  | Jürgen Böttcher                            |                                                                                        |
| 1978   | Die Toten schweigen nicht                               | Walter Heynowski, Gerhard Scheumann        |                                                                                        |
| 1979   | Am Fluss                                                | Volker Koepp                               |                                                                                        |
| 1979   | Reparaturbrigade Zementwerk                             | Werner Kohlert                             |                                                                                        |
| 1979   | Jugend-Zeit …in der Stadt                               | Roland Steiner                             |                                                                                        |
| 1979   | Tag für Tag                                             | Volker Koepp                               |                                                                                        |
| 1979   | Eine chilenische Hochzeit                               | Rainer Ackermann                           |                                                                                        |
| 1979   | Clowns                                                  | Rainer Ackermann                           | Kamera Thomas Plenert                                                                  |
| 1979   | Sonnabend, Sonntag, Montagfrüh                          | Hannes Schönemann                          | Kamera Thomas Plenert                                                                  |
| 1979   | Kennst du das Land… Eine politische Revue               | Joachim Hellwig                            |                                                                                        |
| 1979   | Glühbirnen wachsen nicht am Baum                        | Konrad Weiß                                | Kurzfilm für Vorschulkinder aus der Reihe Der besondere Tag                            |

## 1980er Jahre
| Jahr | Titel                                                                 | Regisseur                                           | Bemerkungen                                                |
| ---- | --------------------------------------------------------------------- | --------------------------------------------------- | ---------------------------------------------------------- |
| 1980 | Ein Leben                                                             | Helke Misselwitz                                    |                                                            |
| 1980 | Berlin – Auguststraße                                                 | Günter Jordan                                       |                                                            |
| 1980 | Haus und Hof                                                          | Volker Koepp                                        |                                                            |
| 1980 | Wegweiser Gesundheit: Verantwortung Erwachsener bei Alkoholmißbrauch  | Werner Kreiseler                                    | Für das Deutsche Hygiene-Museum                            |
| 1980 | Film von gestern                                                      | Roland Steiner                                      |                                                            |
| 1980 | Drei Herren in Sorrent                                                | Rainer Ackermann                                    | Kamera Thomas Plenert                                      |
| 1980 | Alle Spiele – alle Nationen                                           | Rainer Ackermann                                    | Kamera Thomas Plenert                                      |
| 1980 | Kampuchea – Sterben und Auferstehen                                   | Walter Heynowski, Gerhard Scheumann                 |                                                            |
| 1981 | Markersbach – Energie des Wassers und des Menschen                    | Winfried Junge                                      | Für den Deutschen Fernsehfunk                              |
| 1981 | Manchmal möchte man fliegen                                           | Gitta Nickel                                        |                                                            |
| 1981 | Leben und Weben                                                       | Volker Koepp                                        |                                                            |
| 1981 | Im Land der Adler und der Kreuze                                      | Joachim Hellwig                                     |                                                            |
| 1981 | Martin Luther                                                         | Joachim Hadaschik                                   | Für das MfAA                                               |
| 1981 | Karl Friedrich Schinkel – Dem Baumeister zum 200. Geburtstag          | Werner Kohlert                                      |                                                            |
| 1981 | Das deutsche Hygiene-Museum in der DDR                                |                                                     | Für das Ministerium für Auswärtige Angelegenheiten der DDR |
| 1981 | Liebster Dziodzio                                                     | Róza Berger-Fiedler                                 |                                                            |
| 1981 | Lerchenlieder                                                         | Jochen Kraußer                                      |                                                            |
| 1981 | An einem Februarvormittag                                             | Gunther Scholz                                      |                                                            |
| 1981 | Lebensläufe – Geschichte der Kinder von Golzow in einzelnen Portraits | Winfried Junge                                      | seit 1971                                                  |
| 1981 | Goldgruben                                                            | Günter Lippmann                                     |                                                            |
| 1982 | Gundula – Jahrgang 58                                                 | Gitta Nickel                                        |                                                            |
| 1982 | Stadtlandschaften                                                     | Karlheinz Mund                                      |                                                            |
| 1982 | Der Maler Albert Ebert 1906 – 1976                                    | Werner Kohlert                                      |                                                            |
| 1982 | Walter Ballhause – Einer von Millionen                                | Karlheinz Mund                                      |                                                            |
| 1982 | Die italienische Reise von Johann Wolfgang von Goethe                 | Werner Kohlert                                      |                                                            |
| 1982 | Museumsinsel                                                          | Alfons Machalz                                      | Für das MfAA                                               |
| 1982 | Verwandlungen                                                         | Jürgen Böttcher                                     | 3 Filme, Kamera Thomas Plenert                             |
| 1982 | Ein Bauer und seine Frau                                              | Eduard Schreiber                                    | Kamera Thomas Plenert                                      |
| 1982 | Drei Tage im Sattel                                                   | Eckhard Potraffke                                   | Kamera Thomas Plenert                                      |
| 1983 | Erinnerung an eine Landschaft – für Manuela                           | Kurt Tetzlaff                                       |                                                            |
| 1983 | Abhängig                                                              | Eduard Schreiber                                    |                                                            |
| 1983 | Copyright by Luther                                                   | Lew Hohmann                                         |                                                            |
| 1983 | Ein Schüler aus Mansfeld – Die Jugendjahre Martin Luthers             | Heide Gauert                                        |                                                            |
| 1983 | Der die Zeit beim Worte nahm – Martin Luther auf der Wartburg         | Hanna Emuth                                         |                                                            |
| 1983 | Bürger Luther – Wittenberg 1508–1546                                  | Lew Hohmann                                         |                                                            |
| 1983 | In der Strömung                                                       | Karl Farber                                         |                                                            |
| 1983 | Komm, Trappi, komm!                                                   | Siegfried Bergmann                                  |                                                            |
| 1983 | Durch Zilles Gegend geloofen                                          | Ernst Cantzler                                      | Für das Fernsehen                                          |
| 1984 | Friedensfahrer                                                        | Rainer Ackermann                                    | Kamera Thomas Plenert                                      |
| 1984 | Aktfotografie – z.B. Gundula Schulze                                  | Helke Misselwitz                                    |                                                            |
| 1984 | Eisenbahnerfamilie                                                    | Karlheinz Mund                                      | Für das Fernsehen                                          |
| 1984 | Sylvia                                                                | Ernst Cantzler                                      | Kamera Thomas Plenert                                      |
| 1984 | Ein Bild malen ist wie Mais anbauen – Bauernmalerei aus Nikaragua     | Karlheinz Mund                                      |                                                            |
| 1984 | Leben in Wittstock                                                    | Volker Koepp                                        |                                                            |
| 1984 | Paule in Concert                                                      | Lew Hohmann                                         |                                                            |
| 1984 | Woran wir uns erinnern …                                              | Roland Steiner                                      |                                                            |
| 1984 | Rangierer                                                             | Jürgen Böttcher                                     | Kanera Thomas Plenert                                      |
| 1984 | Aber das kennt man doch alles!                                        | Heide Gauert                                        | Für das Fernsehen                                          |
| 1984 | Diese Golzower – Umstandsbestimmung eines Ortes                       | Winfried Junge                                      | Die Kinder von Golzow                                      |
| 1984 | Stilleben                                                             | Helke Misselwitz                                    |                                                            |
| 1984 | Freundinnen                                                           | Rainer Ackermann                                    | Kamera Thomas Plenert                                      |
| 1985 | Briefe von der Fahne                                                  | Ernst Cantzler                                      | Kamera Thomas Plenert                                      |
| 1985 | Zu Fuß in die Wolken                                                  | Gunther Scholz                                      |                                                            |
| 1985 | Tango-Traum                                                           | Helke Misselwitz                                    |                                                            |
| 1985 | Filmkinder                                                            | Petra Tschörtner                                    |                                                            |
| 1985 | Wissen Sie nicht, wo Herr Kisch ist                                   | Eduard Schreiber                                    |                                                            |
| 1985 | Das Jahr 1945                                                         | Karl Gass                                           |                                                            |
| 1985 | Die Zeit die bleibt                                                   | Lew Hohmann                                         | Für das Fernsehen                                          |
| 1985 | Kurzer Besuch bei Hermann Glöckner                                    | Jürgen Böttcher                                     | Kamera Thomas Plenert                                      |
| 1986 | Hermann Henselmann, Architekt, Jahrgang 1905                          | Gunther Scholz                                      |                                                            |
| 1986 | Der Zirkus kommt                                                      | Petra Tschörtner                                    |                                                            |
| 1986 | Schlachtfelder                                                        | Peter Voigt                                         |                                                            |
| 1986 | In Zilles Scheunenviertel erlebt                                      | Ernst Cantzler                                      | Für das Fernsehen                                          |
| 1986 | Kollwitzplatz Berlin                                                  | Dochow, Kuban, Münch, Petersen                      |                                                            |
| 1986 | Die Küche                                                             | Jürgen Böttcher                                     | Kamera Thomas Plenert                                      |
| 1986 | Katrin                                                                | Joachim Tschirner                                   |                                                            |
| 1986 | Kostbares Naß                                                         | Günter Lippmann                                     |                                                            |
| 1986 | Auf dem Familienschacht                                               | Rainer Ackermann                                    | Kamera Thomas Plenert                                      |
| 1987 | Rapport                                                               | Joachim Tschirner                                   |                                                            |
| 1987 | Miss-Wahl                                                             | Heinz Brinkmann                                     |                                                            |
| 1987 | Es begann in Berlin                                                   | Joachim Hellwig                                     |                                                            |
| 1987 | Das Pflugwesen – es entwickelt sich                                   | Winfried Junge                                      |                                                            |
| 1987 | Unterwegs in Nikaragua                                                | Petra Tschörtner                                    |                                                            |
| 1987 | The Time is now – Jetzt ist die Zeit                                  | Eduard Schreiber, Rolf Richter                      |                                                            |
| 1987 | Spielzeug für die Schwächeren                                         | Karlheinz Mund                                      |                                                            |
| 1987 | Rock ’n’ Roll                                                         | Jörg Foth                                           | Kamera Thomas Plenert                                      |
| 1987 | In Georgien                                                           | Jürgen Böttcher                                     | Kamera Thomas Plenert                                      |
| 1987 | Berlin – Brüderstraße 13                                              | Peter Vatter                                        | Für den Deutschen Fernsehfunk                              |
| 1987 | Ich war einmal ein Kind                                               | Tamara Trampe, Thomas Plenert                       | Kamera Thomas Plenert                                      |
| 1987 | Die Schmelzer                                                         | Rainer Ackermann                                    | Kamera Thomas Plenert                                      |
| 1988 | Zwei Deutsche                                                         | Gitta Nickel                                        | ausgezeichnet                                              |
| 1988 | Die Karbidfabrik                                                      | Heinz Brinkmann                                     |                                                            |
| 1988 | Podo                                                                  | Peter Rocha                                         |                                                            |
| 1988 | Schlacht am Bild                                                      | Ted Tetzke                                          |                                                            |
| 1988 | Rückfällig                                                            | Eduard Schreiber                                    |                                                            |
| 1988 | In Polnowat am Ob                                                     | Karlheinz Mund                                      | Für das Fernsehen                                          |
| 1988 | Winter adé                                                            | Helke Misselwitz                                    | Kamera Thomas Plenert, mehrmals ausgezeichnet              |
| 1988 | Das Singen im Dom zu Magdeburg                                        | Peter Rocha                                         |                                                            |
| 1988 | Feuerland                                                             | Volker Koepp                                        | Kamera Thomas Plenert                                      |
| 1988 | Die ganze Welt soll bleiben. Erich Fried / Ein Porträt                | Roland Steiner                                      |                                                            |
| 1988 | flüstern & SCHREIEN – Ein Rockreport                                  | Dieter Schumann                                     | mehrmals ausgezeichnet                                     |
| 1988 | Thomas Müntzer                                                        | Klaus Schulze                                       | Für das Ministerium für Auswärtige Angelegenheiten der DDR |
| 1988 | Erinnern heißt leben                                                  | Róza Berger-Fiedler                                 |                                                            |
| 1988 | Und die Sehnsucht bleibt …                                            | Petra Tschörtner                                    | Für das ZDF                                                |
| 1988 | Chausseestraße 126                                                    | Volker Steinkopff                                   |                                                            |
| 1988 | Die Cousins                                                           | Rainer Ackermann, Christian Lehmann, Thomas Plenert | Kamera Christian Lehmann, Thomas Plenert                   |
| 1989 | Die Schmerzen der Lausitz                                             | Peter Rocha                                         |                                                            |
| 1989 | Ich sehe hier noch nicht die Sonne                                    | Heinz Brinkmann                                     |                                                            |
| 1989 | Leipzig im Herbst                                                     | Gerd Kroske, Andreas Voigt, Sebastian Richter       |                                                            |
| 1989 | Unsere Kinder                                                         | Roland Steiner                                      |                                                            |
| 1989 | Und freitags in die Grüne Hölle                                       | Ernst Cantzler                                      |                                                            |
| 1989 | Komm! Ins Offene Freund! oder Gegen die Dummheit in der Musik         | Andrea Ritterbusch                                  |                                                            |
| 1989 | Weil ich ein Dicker bin                                               | Christiane Hein                                     |                                                            |
| 1989 | Aschermittwoch                                                        | Lew Hohmann                                         |                                                            |
| 1989 | Schnelles Glück                                                       | Petra Tschörtner                                    |                                                            |
| 1989 | Geschichte eines Bildes: Der Turm der blauen Pferde, Franz Marc, 1913 | Karlheinz Mund                                      |                                                            |
| 1989 | Märkische Ziegel                                                      | Volker Koepp                                        | Kamera Thomas Plenert                                      |
| 1989 | Max Hoelz                                                             | Günter Jordan                                       |                                                            |
| 1989 | Spuren                                                                | Eduard Schreiber                                    |                                                            |
| 1989 | Probleme am laufenden Band                                            | Karlheinz Mund                                      |                                                            |
| 1989 | Das freie Orchester                                                   | Petra Tschörtner                                    |                                                            |
| 1989 | Gruß aus Libyen oder Grün ist eine schöne Farbe                       | Winfried Junge                                      |                                                            |
| 1989 | Wer fürchtet sich vorm schwarzen Mann                                 | Helke Misselwitz                                    | Kamera Thomas Plenert, über Kohlenträger, ausgezeichnet    |
| 1988 | Tuba wa Duo                                                           | Jörg Foth                                           | Kamera Thomas Plenert                                      |
| 1989 | Ach du jeh – Ein Hans Wurst und Dampf Dokument                        | Jörg Foth                                           | Kamera Thomas Plenert                                      |

## 1990er Jahre
| Jahr | Titel                                                                          | Regisseur                        | Bemerkungen                                                                        |
| ---- | ------------------------------------------------------------------------------ | -------------------------------- | ---------------------------------------------------------------------------------- |
| 1990 | Verriegelte Zeit                                                               | Sibylle Schönemann               | Rückblicke auf ihre DDR-Haft, Kamera Thomas Plenert, mehrere Preise                |
| 1990 | Komm in den Garten                                                             | Heinz Brinkmann, Jochen Wisotzki | über drei Männer, ausgezeichnet                                                    |
| 1990 | Wehe den Besiegten. Der 17. Juni 1953                                          | Andrea Ritterbusch               | erster längerer Dokumentarfilm über den Aufstand                                   |
| 1990 | Die Mauer                                                                      | Jürgen Böttcher                  | Kamera Thomas Plenert, über schrittweisen Abbau der Berliner Mauer, mehrere Preise |
| 1990 | Im Durchgang – Protokoll für das Gedächtnis                                    | Kurt Tetzlaff                    |                                                                                    |
| 1990 | In Berlin 16.10.89 – 4.11.89                                                   | mehrere Autoren                  |                                                                                    |
| 1990 | Väter der tausend Sonnen                                                       | Joachim Hellwig                  |                                                                                    |
| 1990 | Aufbruch Leipzig – Oktober 1989                                                | Georg Kilian                     |                                                                                    |
| 1990 | Ich war ein glücklicher Mensch                                                 | Eduard Schreiber                 |                                                                                    |
| 1990 | Märkische Heide, märkischer Sand                                               | Volker Koepp                     | Kamera Thomas Plenert, ausgezeichnet                                               |
| 1990 | Unsere alten Tage                                                              | Petra Tschörtner                 |                                                                                    |
| 1990 | Nationalität: deutsch                                                          | Karl Gass                        |                                                                                    |
| 1990 | Motivsuche                                                                     | Dietmar Hochmuth                 |                                                                                    |
| 1990 | Nicht jeder findet sein Troja – Archäologen                                    | Winfried Junge                   | Kinder von Golzow                                                                  |
| 1990 | Kehraus                                                                        | Gerd Kroske                      | Filmtrilogie                                                                       |
| 1990 | Leben am Fließ – W Błotach                                                     | Peter Rocha                      | über sorbische Kultur                                                              |
| 1990 | Geschundenes Moor                                                              | Siegrfied Bergmann               | über Umweltbelastungen für Moore                                                   |
| 1990 | Wege eines Tierfilmers                                                         | Siegfried Bergmann               |                                                                                    |
| 1990 | I’m a Negro. I’m an American – Paul Robeson                                    | Kurt Tetzlaff                    |                                                                                    |
| 1990 | Staßfurt – Windhoek                                                            | Lilly Grote, Julia Kunert        |                                                                                    |
| 1990 | Vorwärts und zurück                                                            | Heinz Brinkmann                  |                                                                                    |
| 1990 | Imbiß Spezial                                                                  | Thomas Heise                     |                                                                                    |
| 1990 | Ein schmales Stück Deutschland                                                 | Joachim Tschirner                |                                                                                    |
| 1990 | Wer hat dich, du schöner Wald ... oder Wie ein Film verhindert wurde           | Günter Lippmann                  | über Waldsterben im Erzgebirge, nach acht verbotenen Fassungen                     |
| 1991 | Letztes Jahr Titanic                                                           | Andreas Voigt                    | über Leipzig 1989/1990                                                             |
| 1991 | Berlin – Prenzlauer Berg: Begegnungen zwischen dem 1. Mai und dem 1. Juli 1990 | Petra Tschörtner                 |                                                                                    |
| 1991 | Märkische Gesellschaft mbH                                                     | Volker Koepp                     | Kamera Thomas Plenert, ausgezeichnet                                               |
| 1991 | Frank                                                                          | Hans Wintgen                     |                                                                                    |
| 1991 | Sperrmüll                                                                      | Helke Misselwitz                 | Kamera Thomas Plenert, ausgezeichnet                                               |
| 1991 | In Grüneberg                                                                   | Volker Koepp                     | Kamera Thomas Plenertt                                                             |
| 1991 | Kein Abschied – nur fort                                                       | Joachim Tschirner, Lew Hohmann   |                                                                                    |
| 1991 | Eisenzeit                                                                      | Thomas Heise                     |                                                                                    |
| 1991 | Der letzte Abstich                                                             | Heinz Brinkmann                  |                                                                                    |
| 1991 | Waldschlösschen                                                                | Heinz Brinkmann                  |                                                                                    |
| 1991 | Katrins Hütte                                                                  | Joachim Tschirner                |                                                                                    |
| 1991 | Metanoia – Berichte deutscher Männer                                           | Peter Voigt                      |                                                                                    |
| 1991 | Kurt - oder Du sollst lachen                                                   | Gerd Kroske                      |                                                                                    |
| 1992 | Neues in Wittstock                                                             | Volker Koepp                     | aus Langzeitdokumentation                                                          |
| 1992 | Sammelsurium. Ein ostelbischer Kulturfilm                                      | Volker Koepp                     | Kamera Thomas Plenert                                                              |
| 1992 | Stau – jetzt geht’s los                                                        | Thomas Heise                     | zusammen mit Filmproduktion Schlösser & Löpner (öFilm), mehrere Preise             |
| 1993 | ABF-Memoiren                                                                   | Karlheinz Mund                   | über Arbeiter- und Bauern-Fakultät in der DDR                                      |
| 1993 | Die Wismut                                                                     | Volker Koepp                     | Kamera Plenert, über Uranbergbau in der DDR, mehrere Preise                        |
| 1993 | Schönes Fräulein, darf ich's wagen?                                            | Helke Misselwitz                 | Kamera Thomas Plenert                                                              |

## Übersicht

### Dokumentarfilme und Filmemacher
Insgesamt wurden etwa 10.000 Dokumentarfilme durch die DEFA zwischen 1946 und 1993  hergestellt, darunter viele Kurzfilme für Wochenschauen und populärwissenschaftliche Lehrfilme.
Zu den bedeutendsten DEFA-Dokumentarfilmen werden heute Winter adé (1988)  von Helke Misselwitz über die Situation von Frauen in der DDR und flüstern & SCHREIEN – Ein Rockreport (1988) von Dieter Schumann, sowie die Langzeitdokumentationen Die Kinder von Golzow (1961–2007) von Winfried und Barbara Junge und Wittstock von (1975–1997) von Volker Koepp angesehen. Als der künstlerisch bedeutendste Dokumentarfilmer der 1960er bis 1980er Jahre gilt Jürgen Böttcher, weitere anspruchsvolle  Regisseure waren Gitta Nickel und Petra Tschörtner, sowie in der Wendezeit Sibylle Schönemann, Thomas Heise und Andreas Voigt.  Die  erfolgreichsten Dokumentarfilm-Kameramänner waren Thomas Plenert und Christian Lehmann. Zu DDR-Zeiten galten Walter Heynowski & Gerhard Scheumann, sowie Karl Gass als die wichtigsten Dokumentarfilmer, die aber vor allem Propagandafilme drehten.

### Bestände in der Gegenwart
Die meisten DEFA-Dokumentarfilme befinden sich inzwischen im Filmarchiv des Bundesarchivs in Berlin. Viele wurden restauriert und digitalisiert und sind auf der Progress-Plattform, oder im Lesesaal zugänglich, einige sind als DVDs erhältlich.
Das Zeughauskino in Berlin hat bereits zahlreiche Vorführungen von DDR-Dokumentarfilme angeboten, ebenso das Filmmuseum in Potsdam, sowie in geringerem Umfang die Berliner Programmkinos Brotfabrik, Arsenal, Krokodil und weitere.
Einige der Dokumentarfilme wurden auch in Retrospektiven auf Filmfestivals wie dem Dokfest  Leipzig,   dem Filmfest Cottbus, und dem Dokfest München, sowie bei einigen Frauenfilmfestivals  gezeigt.